# Decksteiner Weiher

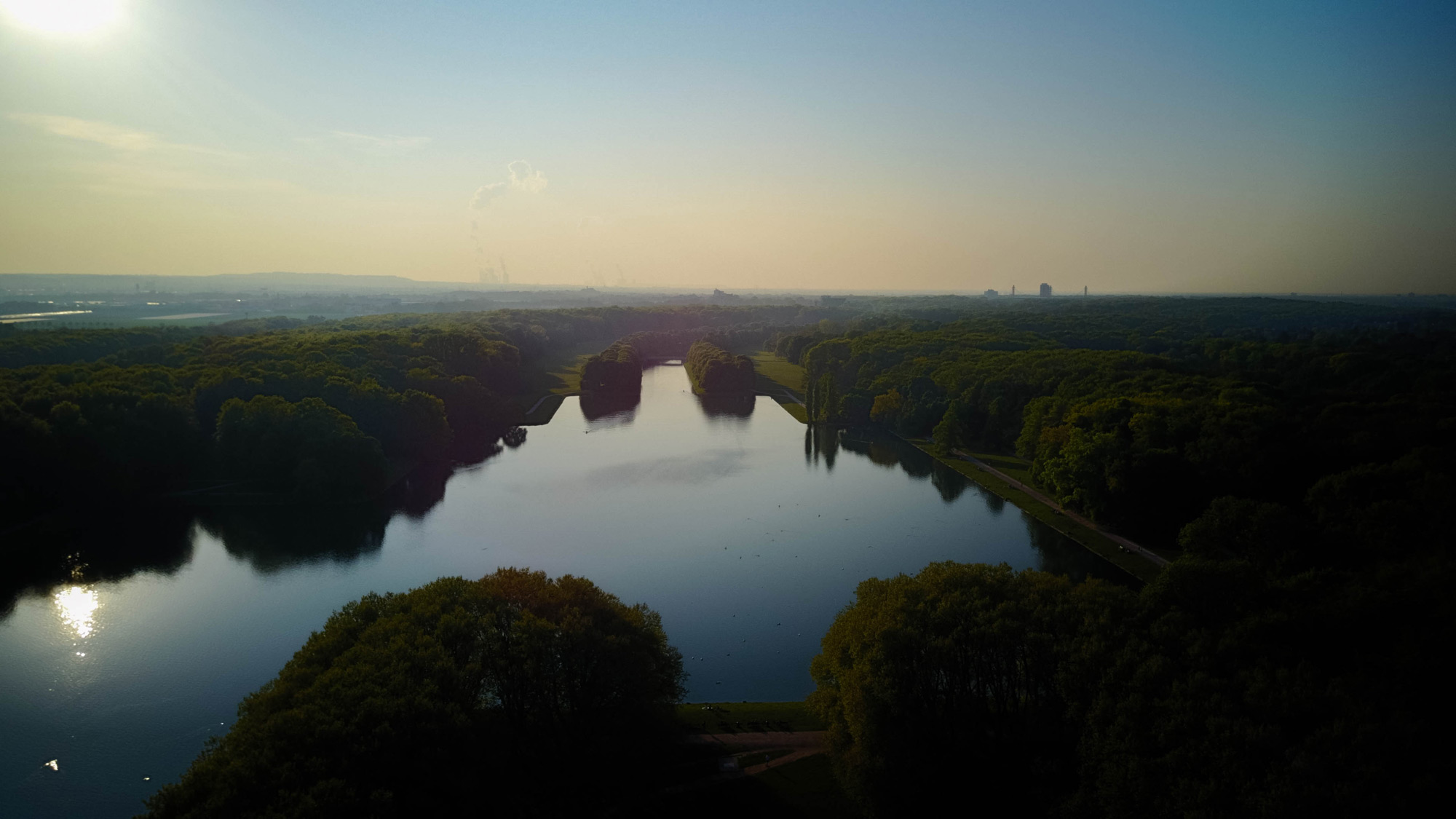
Der Decksteiner Weiher, Blick nach Norden

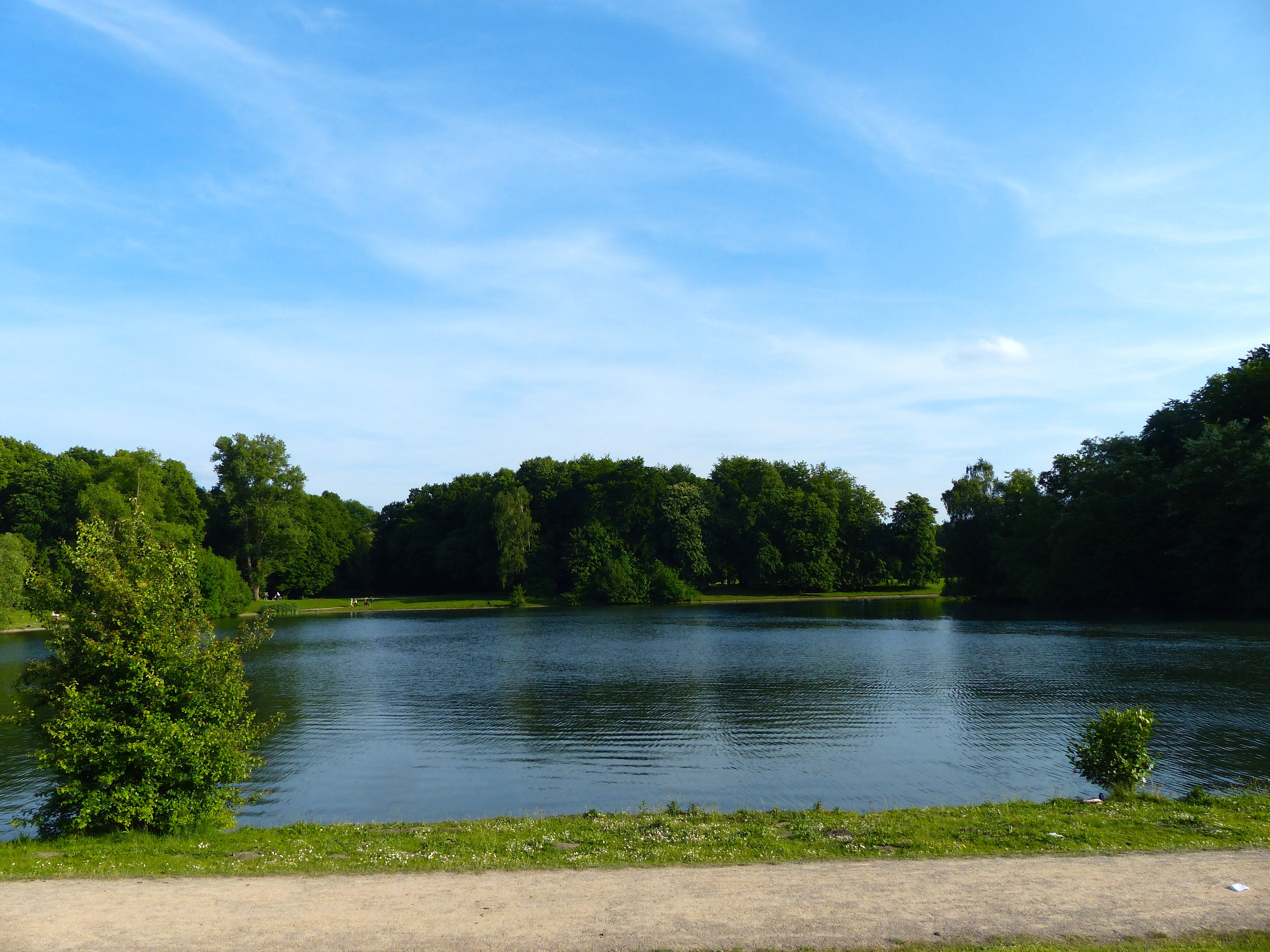
Der Weiher vom Haus am See aus gesehen

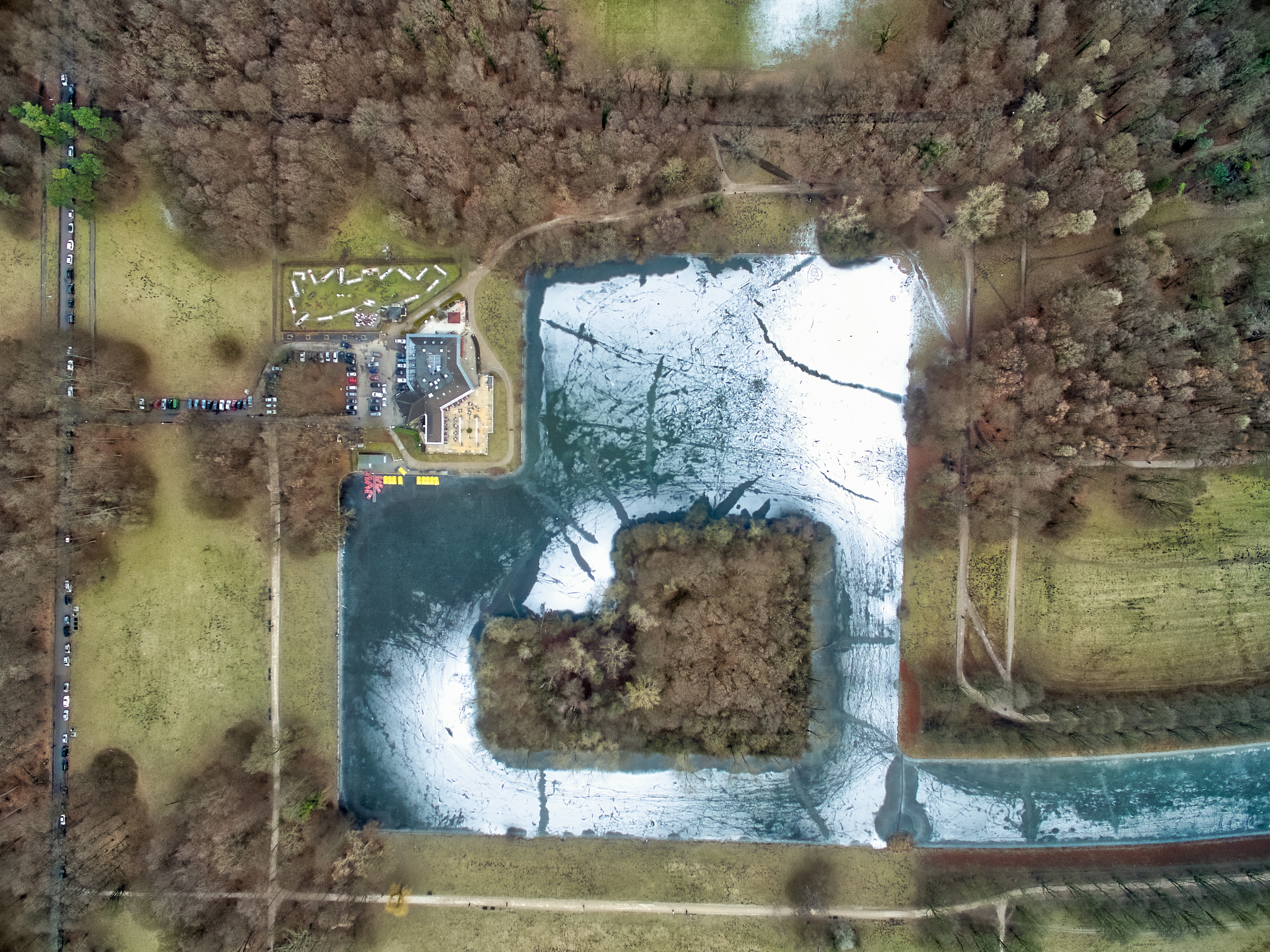
Decksteiner Weiher im Januar 2017 – zugefroren

Der Decksteiner Weiher ist ein künstlich mit gradlinigen Ufern angelegter Weiher im Äußeren Grüngürtel der Stadt Köln. Er spielt für die Freizeitgestaltung als Parkanlage eine wichtige Rolle.

## Geschichte
Der Weiher wurde zwischen 1927 und 1929 vom Leiter des Entwurfsbüros der Kölner Gartenverwaltung, Stadtbaurat Theodor Nußbaum, nach Plänen für die Umgestaltung des ehemaligen Kölner Festungsrings zum Äußeren Grüngürtel angelegt. Diese beruhten auf dem städtebaulichen Gesamtplan Fritz Schumachers und den Ideen Konrad Adenauers. Die Anlage erfolgte im Rahmen von Arbeitsbeschaffungsmaßnahmen, genau wie zuvor schon 1919–1927 die Erweiterung des Stadtwalds mit dem Adenauerweiher unter Fritz Encke. Nußbaum war ein Freund des Wassersports und so wurde der Weiher als Übungsstrecke für das Rudern angelegt. Seinen Namen erhielt der Weiher nach dem Wohnplatz Deckstein, einem ehemaligen Hof mit Mühle nahe den Weilern Kriel und Lind im späteren Stadtbezirk Köln-Lindenthal. Dadurch, dass der Weiher den Parkteil des Grüngürtels dominiert, hat sich kein anderer Name für den Abschnitt ausgebildet.

## Gestaltung

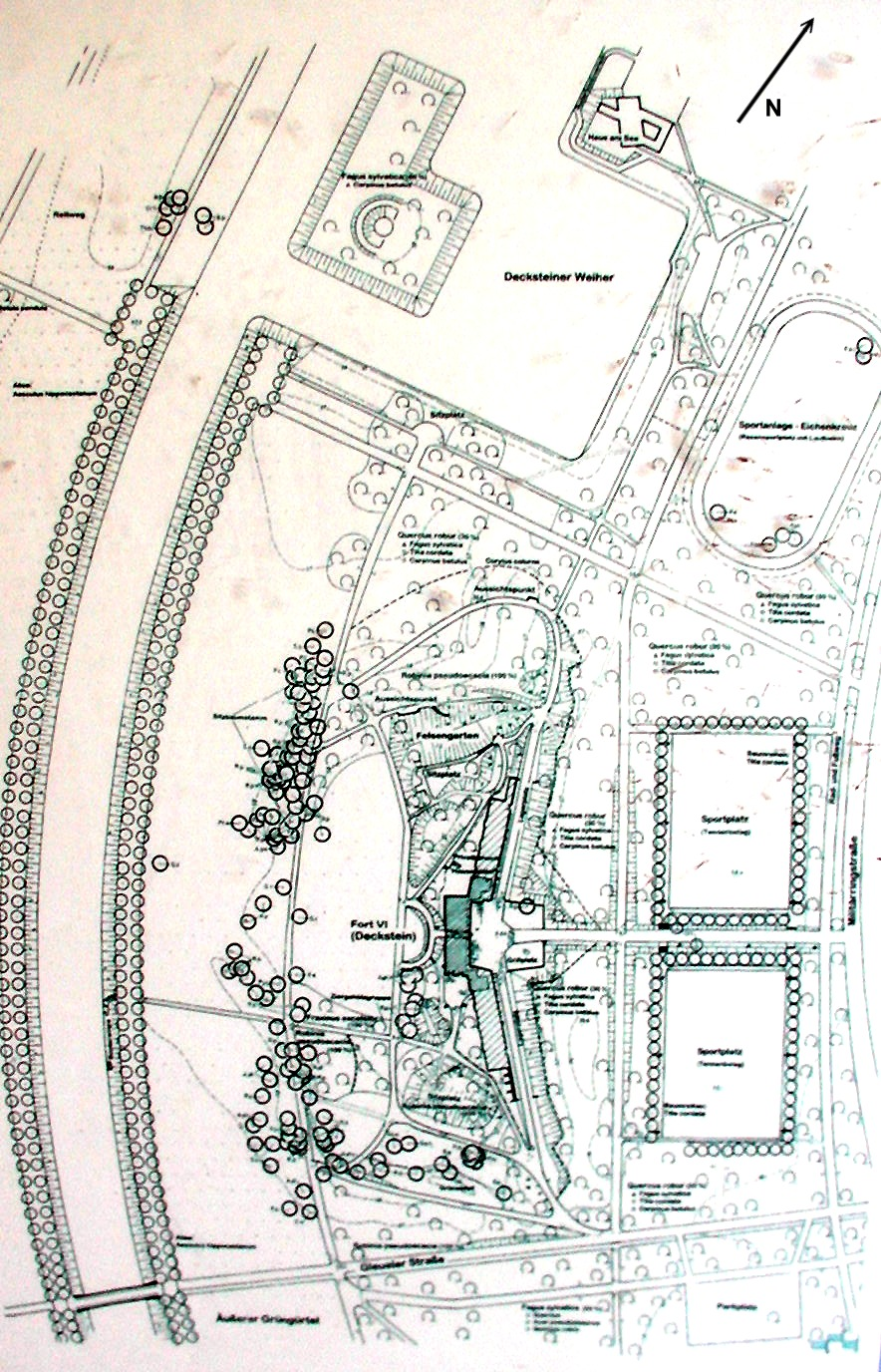
Skizze Fort VI mit nw. Teil des Decksteiner Weihers

Ein quadratischer Teil mit einer unzugänglichen Mittelinsel und einer quadratischen Aussparung in der nordwestlichen Ecke für die gastronomische Einrichtung „Haus am See“ mit Außenterrasse wird durch einen Kanal, der von einer Kastanienallee begleitet wird, mit einem größeren Becken im Südosten verbunden. In das südöstliche Ende ragt wiederum eine größere quadratische Fläche hinein, die mit einer aufgeweiteten Platanenallee bestanden ist. Hier ist ein breiter Bootssteg angelegt. Ein weiterer befindet sich am Nordufer des Kanals in der Nähe von Anlagen des ehemaligen Fort VI, in denen Boote gelagert werden können.
Der Weiher hat eine Größe von etwa 20 ha und eine Tiefe von etwa 1,50 m, der Aushub wurde auf der südlichen Seite zu Aussichthügeln aufgeschüttet, die im Winter zu Schlittenabfahrten genutzt werden.

## Gewässerqualität, Besatz und Ökologie

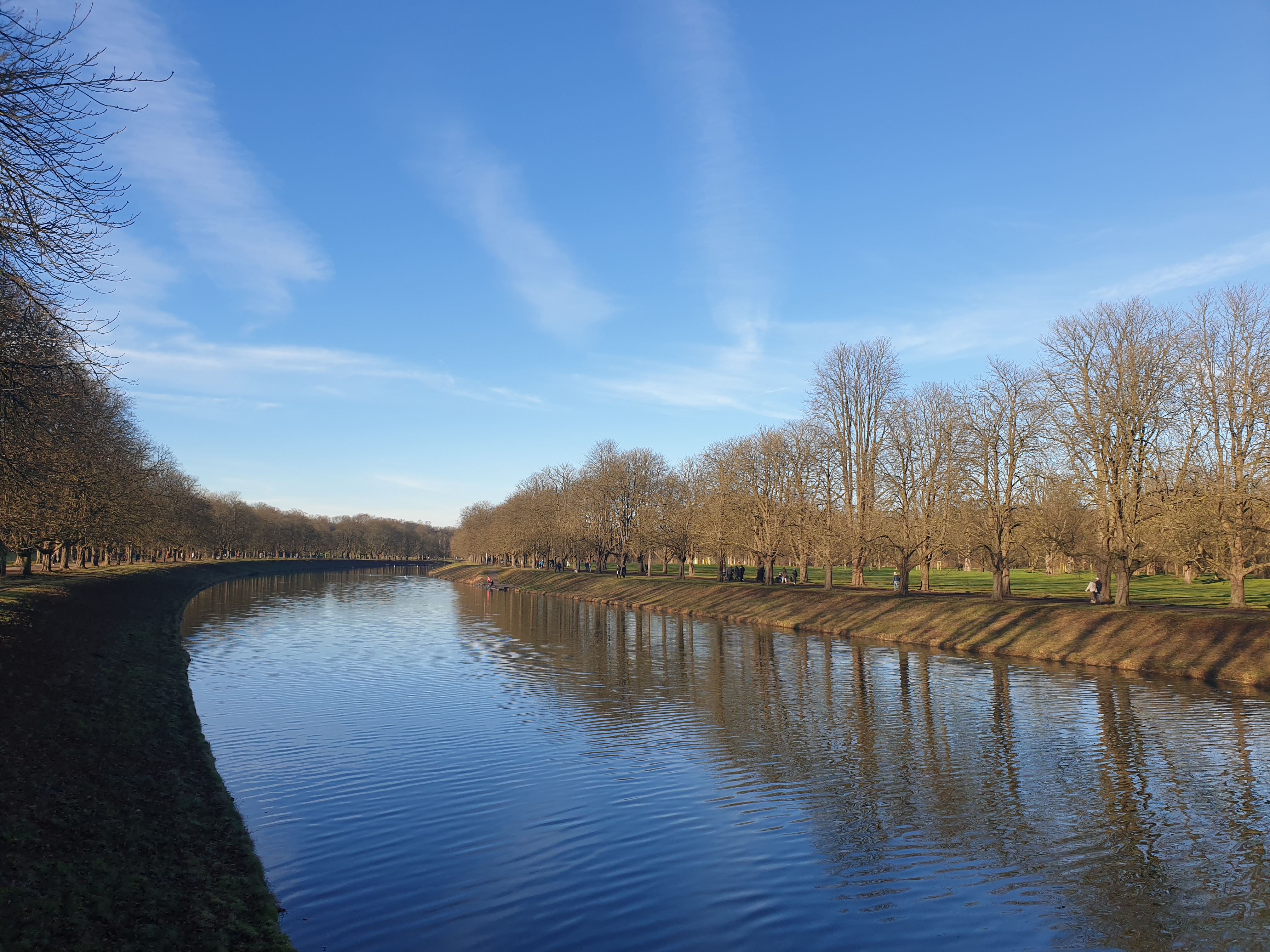
Kanalteil des Decksteiner Weihers

Der Weiher hat keinen natürlichen Zu- und Abfluss, wenn notwendig wird Grundwasser zugeführt. Der Boden ist schlammig, deshalb fühlen sich hier Karpfen wohl. Weitere Fischsorten sind Barsche, Brassen, Hecht, Rotauge, Schleie, Zander und sogar Aale. Das Angeln wird vom „Cölner Angel- und Gewässerschutzverein“ betrieben. Der Decksteiner Weiher ist nicht als offizielles Badegewässer ausgewiesen und Baden dort ist nach der Kölner Grünflächenordnung verboten.
Seit 1987 nisten Habichte auf den Bäumen der naturbelassenen Insel im Weiher. Dies war das erste Paar in Köln. Mittlerweile leben im Stadtgebiet etwa 20 Paare.

## Freizeitmöglichkeiten
Der Bereich am „Haus am See“ ist am Kanalbeginn abgesperrt, dort wird ein Bootsverleih unter anderem mit Tretbooten betrieben. Auch ein Minigolfplatz befindet sich in unmittelbarer Nähe. Am anderen Ende grenzt an den Weiher der Sportpark des 1. FC Köln. Rund um den Weiher verlaufen in zwei Ringen Fußwege, die mit Parkbänken ausgestattet sind. In etwas größerer Entfernung verlaufen Reitwege. Der Verkehrslärm von der nahen Bundesautobahn 4 oder dem Militärring wird durch die den Weiher mit seinen Freiflächen begleitenden Waldanpflanzungen gedämpft.
Ein Lauftreff am Decksteiner Weiher bietet verschiedene Rundstrecken an. Die einfachste misst rund um den See 5,8 km.
Im Sommer 2013 wurde auf Initiative der Kölner Grün Stiftung durch das Grünflächenamt ein durch die Sportstätten GmbH gesponserter Trimm-dich-Pfad angelegt. Er liegt am Seeende an der Berrenrather Straße.

## Zugänge
Der Weiher wird durch die Berrenrather Straße am südöstlichen Ende und die Bachemer Landstraße am nordwestlichen Ende eingefasst. Über den Kanal führt die Gleueler Straße, von der kurz vor der Autobahn geradeaus die Decksteiner Straße über eine eigene Brücke über die Autobahn bis zu Parkplätzen am Beller Maar führt, weitere Zufahrt ist nur für Radfahrer möglich. So ist der Zugang von Köln und von Hürth auf der anderen Seite des Grüngürtels problemlos und ohne Umwege möglich. Der Bereich kann auch auf einem Fußweg und über eine Fußgängerbrücke vom Beethovenpark aus erreicht werden. An allen Straßen sind im Bereich des Weihers Parkplätze angelegt; auch am Sportpark ist Parken möglich.